# صناعة الصخر الزيتي

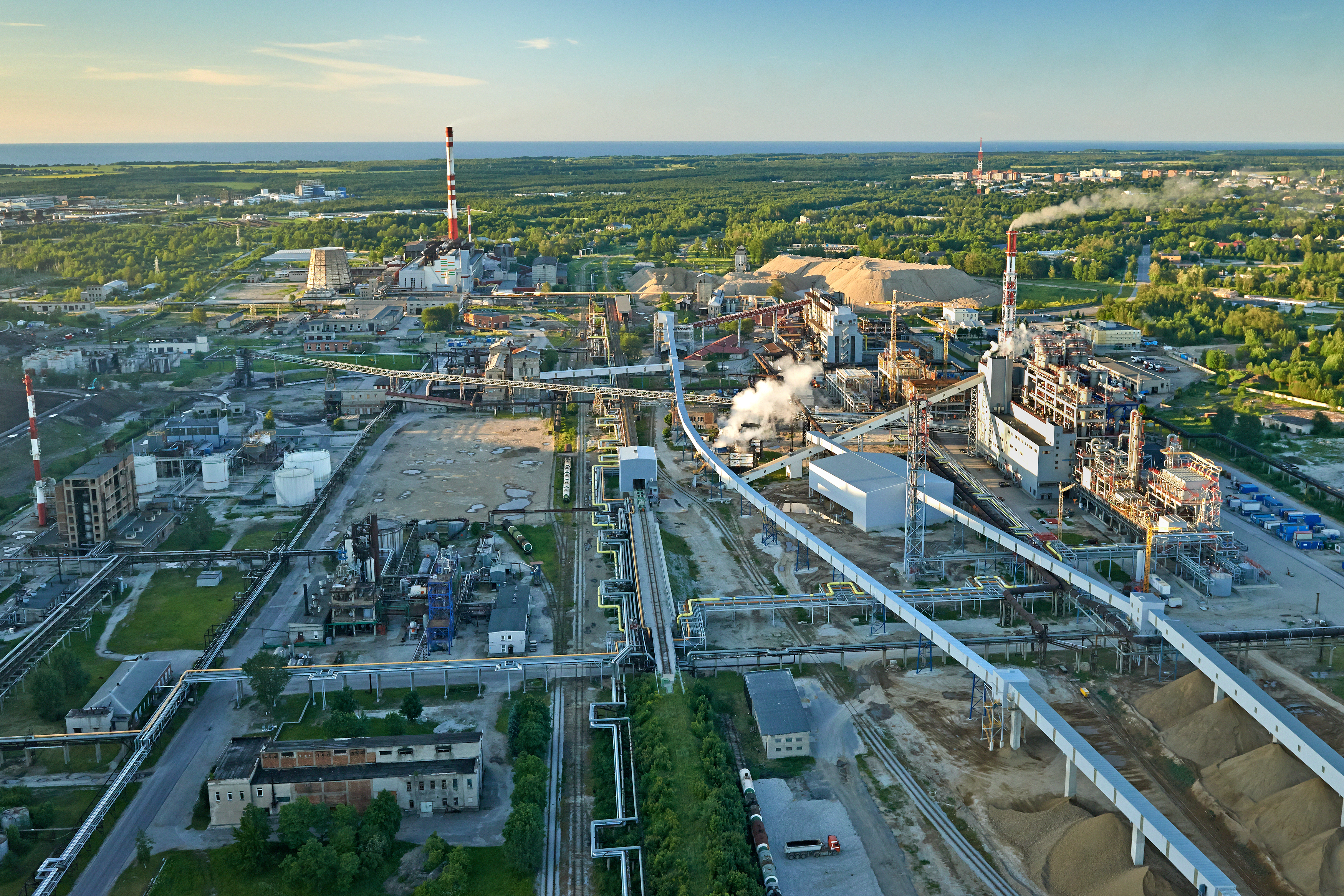

صناعة الصخر الزيتي هي صناعة تعدين ومعالجة الصخر الزيتي - صخرٌ رسوبي دقيق الحبيبات، يحتوي على كمياتٍ كبيرة من الكيروجين (خليط صلب من المركبات الكيميائية العضوية)، والتي يمكن من خلالها تصنيع الهيدروكربونات السائلة. تطوّرت الصناعة في البرازيل والصين وإستونيا وإلى حدٍّ ما في ألمانيا وروسيا. تُجري العديد من البلدان الأخرى حاليًا أبحاثًا حول احتياطياتها من الصخر الزيتي وأساليب إنتاجها لتحسين الكفاءة والاسترداد. يمثّل إنتاج إستونيا حوالي 70% من إنتاج الصخر الزيتي في العالم وفقًا لدراسةٍ نُشرت في عام 2005.
واستُخدم الصخر الزيتي لأغراضٍ صناعية منذ أوائل القرن السابع عشر، عندما جرى تعدينه بهدف الاستفادة من معادنه. بدأ استخدام الزيت الصخري أيضًا لمحتواه النفطي وكوقودٍ منخفض النوعية لتوليد الطاقة منذ أواخر القرن التاسع عشر. ومع ذلك، وباستثناء البلدان التي لديها رواسبٌ كبيرة من الصخر الزيتي، فإن استخدامه لتوليد الطاقة على وجه التحديد ليس واسع الانتشار. وبالمثل، فإن الصخر الزيتي يعدّ مصدرًا لإنتاج النفط الخام الاصطناعي ويعتبر حلًّا لزيادة الإنتاج المحلي للنفط في البلدان التي تعتمد على الواردات.

## تاريخ صناعة الصخر الزيتي
المقال الرئيسي: تاريخ صناعة الصخر الزيتي
استُخدم الصخر الزيتي منذ العصور القديمة. بدأ تعدين الصخر الزيتي الحديث في عام 1837 في مناجم أوتون في فرنسا، وتلتها بريطانيا وألمانيا والعديد من البلدان الأخرى. بدأت صناعة الصخر الزيتي في النمو قبل الحرب العالمية الأولى مباشرةً بسبب الإنتاج الضخم للسيارات والشاحنات والنقص المفترض في البنزين الذي كان يُستخدم لتلبية احتياجات النقل. كانت محطّة تالين للطاقة أوّل محطّة كهرباء في العالم تتحوّل إلى حرق الصخر الزيتي.
تراجعت صناعة الصخر الزيتي بسبب اكتشاف مخزوناتٍ كبيرة من النفط الخام الرخيص الذي يسهل الوصول إليه بعد نهاية الحرب العالمية الثانية. رغم ذلك، استمرّ إنتاج الصخر الزيتي في النمو في إستونيا وروسيا والصين.
واستؤنفت صناعة الصخر الزيتي في العديد من البلدان بعد أزمة النفط عام 1973، ولكن عندما انخفضت أسعار النفط في ثمانينيات القرن العشرين، كانت العديد من الصناعات معرّضةً للإغلاق. نمت صناعة الصخر الزيتي العالمية مرّةً أخرى بدءًا من منتصف تسعينيات القرن العشرين. بدأ برنامج تطوير الصخر الزيتي في الولايات المتحدة في عام 2003، وجرى تقديم برنامج التأجير التجاري للصخر الزيتي ورمال القطران في عام 2005.
انخرطت إستونيا بنشاطٍ في استغلال الصخر الزيتي على نطاقٍ واسع اعتبارًا من مايو 2007، وتمثّل 70% من الصخر الزيتي المعالج في العالم. تُعتبر إستونيا متفرّدة من حيث أن مخزونها الصخر الزيتي يمثّل 17% فقط من إجمالي مخزون الاتحاد الأوروبي ولكنها تولّد 90% طاقتها بالاعتماد على الصخر الزيتي. توظّف صناعة النفط الصخري في إستونيا 7500 شخص، وهو ما يمثّل حوالي 1% من العمالة الوطنية، وهو ما يمثل 4% من الناتج المحلي الإجمالي.

## تعدين الصخر الزيتي
يُغدّن الصخر الزيتي إما عن طريق التعدين تحت الأرض أو باستخدام تقنيات التعدين السطحي. هناك العديد من طرق التعدين المُتاحة، ولكن الهدف المشترك لجميع هذه الأساليب هو تجزئة مخزونات الصخر الزيتي مما يسمح بنقل أجزاءٍ من الصخر الزيتي إلى محطة توليدٍ للكهرباء أو إلى منشأة تقطير. إن الطرق الرئيسية للتعدين السطحي هي تعدين الحفرة المفتوحة والتعدين بالتعرية السطحية. ويعدّ أسلوب الحجرات والأعمدة أحد الأساليب البارزة للتعدين تحت سطح الأرض. في هذا الأسلوب، تُستخلص المادة عبر مستوىً أفقي مع ترك «أعمدة» من المادة التي لم تُمسّ لدعم السقف. تقلّل هذه الأعمدة من احتمال حدوث الانهيار. يمكن الحصول على الصخر الزيتي كمنتجٍ ثانوي لتعدين الفحم.
يعدّ منجم إستونيا، الذي تشغّله شركة إنيفيت كايفاندوسد، أكبر منجمٍ للصخر الزيتي في العالم. أقدمت إستونيا على تعدين 14.8 مليون طن من الصخر الزيتي في عام 2005. خلال نفس الفترة، مُنِحت تراخيص التعدين لحوالي 24 مليون طن، مع تلقّي طلباتٍ لتعدين 26 مليون طن إضافي. وافق البرلمان الإستوني على «خطة التنمية الوطنية لاستخدام الصخر الزيتي 2008-2015» في عام 2008، والتي تحدّد الاستخراج السنوي للصخر الزيتي بـ 20 مليون طن.

## توليد الطاقة
يمكن استخدام الصخر الزيتي كوقودٍ في محطات الطاقة الحرارية، إذ يُحرق الصخر الزيتي كما يُحرق الفحم لتشغيل التوربينات البخارية. اعتبارًا من عام 2012، أصبح لدى إستونيا محطات توليد طاقة تعمل على الصخر الزيتي بطاقةٍ إنتاجية تصل إلى 2967 ميغاواط (MW)، كما هو الحال لدى الصين وألمانيا. كما أقدمت دول كل من إسرائيل ورومانيا وروسيا على تشغيل محطات الطاقة التي تعمل بالصخر الزيتي، لكنها أغلقتها أو تحوّلت إلى أنواعٍ أخرى من الوقود مثل الغاز الطبيعي. أعلن الأردن ومصر عن خططهما لبناء محطات طاقةٍ تعمل بحرق الصخر الزيتي، في حين تخطّط كندا وتركيا لحرق الصخر الزيتي في محطات الطاقة إلى جانب الفحم.
تعتمد محطات الطاقة الحرارية، التي تستخدم الصخر الزيتي كوقود، في الغالب على نوعين من أساليب الاحتراق. الطريقة التقليدية هي احتراق المسحوق (PC) الذي يستخدم في الوحدات الأقدم لمحطات الطاقة التي تعمل بالصخر الزيتي في إستونيا، في حين أن الطريقة الأكثر تقدّمًا هي الاحتراق بالقاعدة المميعة (FBC)، والذي يُستخدم في مصنع إسمنت شركة مواد البناء العالمية هولسيم في بلدة دوترنهاوزن في ألمانيا، واستُخدم في محطة كهرباء ميشور روتم في إسرائيل. تتمثّل تقنيات الاحتراق بالقاعدة المميعة (FBC) الرئيسية بالاحتراق بالقاعدة المميعة الفقاعية (BFBC) والاحتراق بالقاعدة المميعة الدوّارة (CFBC).
هناك أكثر من 60 محطة طاقة حول العالم، تُستخدم تقنية CFBC لاحتراق الفحم والفحم البني (اللّيجنيت)، ولكن وحدتان جديدتان فقط في محطات نارفا للطاقة في إستونيا وواحدة في محطة هواديان للطاقة في الصين تستخدم تقنية CFBC لاحتراق الصخر الزيتي. أكثر تقنيات احتراق الصخر الزيتي تطورًا وفعالية هي احتراق القاعدة المميعة المضغوطة (PFBC). ومع ذلك، فإن هذه التقنية لا تزال سابقةً لأوانها وهي في مراحلها الأولى.

## استخراج النفط
إن أكبر منتجي النفط الصخري هما الصين وإستونيا، وتأتي البرازيل في المرتبة الثالثة، بينما خطّطت أستراليا والولايات المتحدة وكندا والأردن إلى بدء أو استئناف إنتاج النفط الصخري. وفقًا لمجلس الطاقة العالمي، بلغ إجمالي إنتاج النفط الصخري من الصخر الزيتي 930 ألف طن في عام 2008، أي ما يعادل 17700 برميل يوميًا (2810 متر مكعب يوميًا)؛ ومنه أنتجت الصين 375 ألف طن، وإستونيا 355 ألف طن، والبرازيل 200 طن. وبالمقارنة، بلغ إنتاج سوائل النفط والغاز الطبيعي التقليدية في عام 2008 ما يصل إلى 3.95 مليار طن أو 82.12 مليون برميل يوميًا (13.056 × 106 متر مكعب يوميًا).